# Azrael

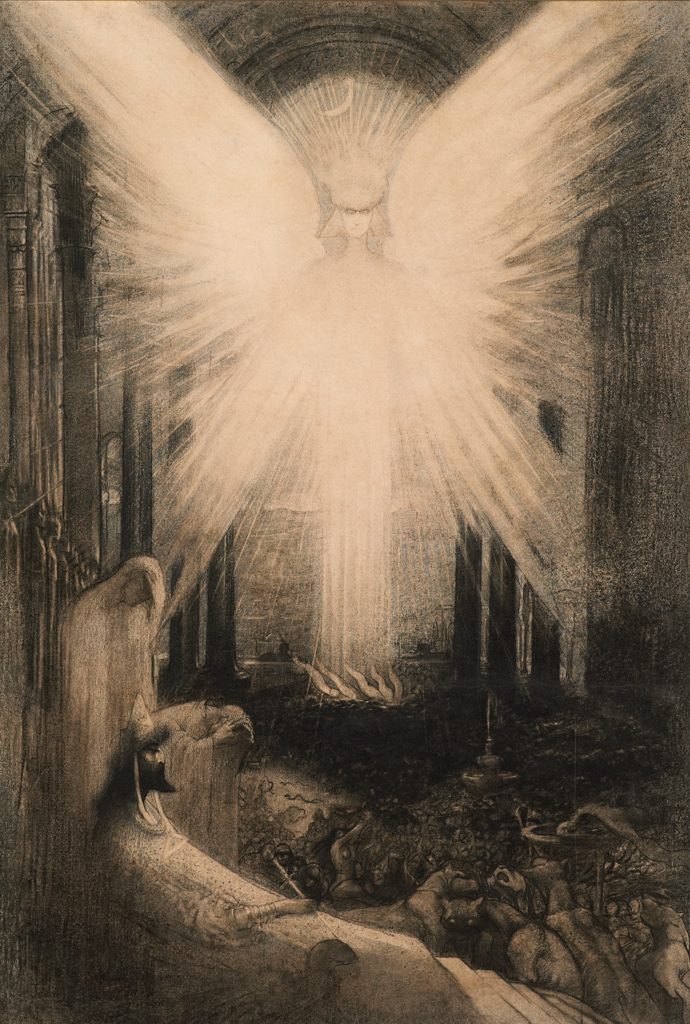
Azrael

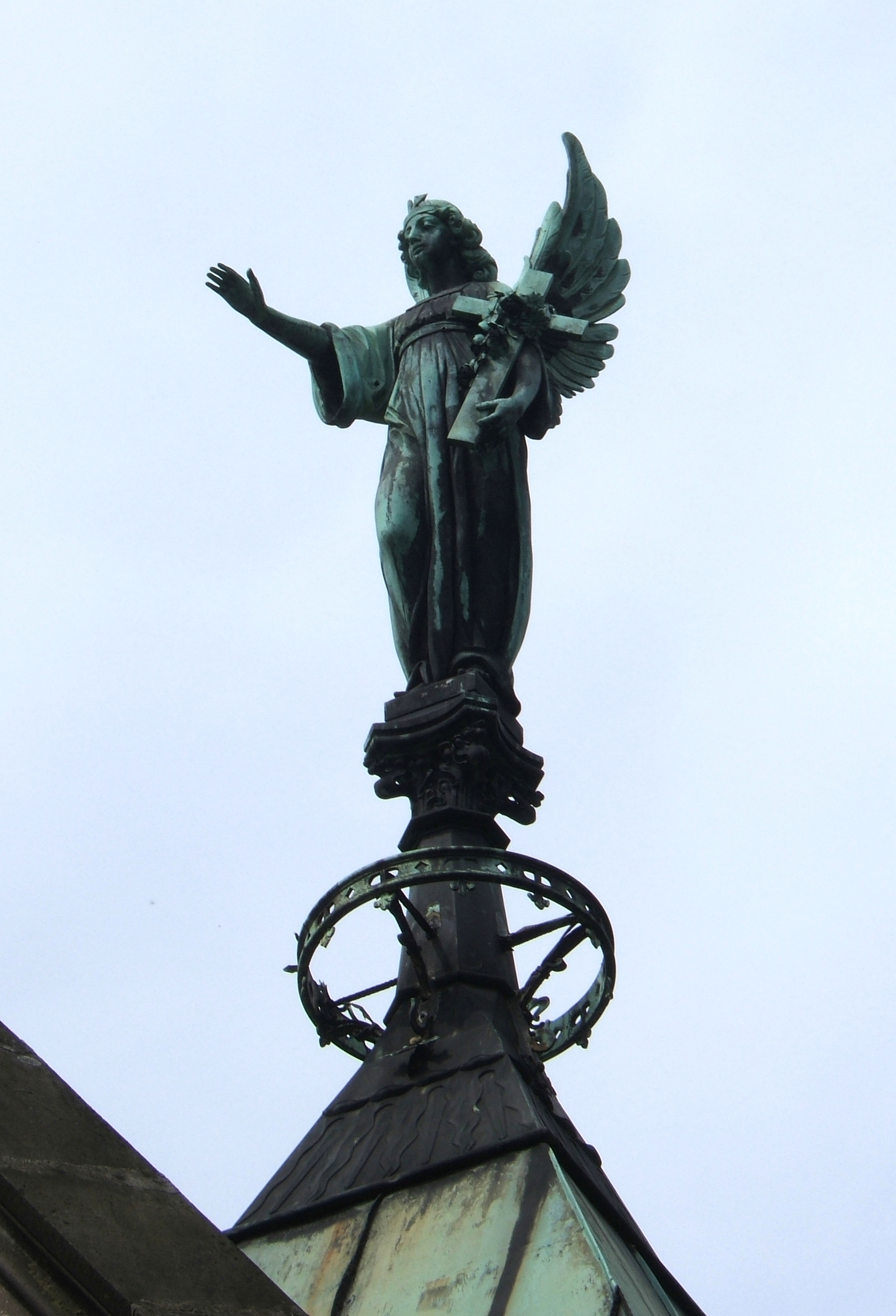
Representación del ángel de la muerte en un mausoleo.

Azrael (עֲזַרְאֵל, en árabe عزرائيل) es uno de los nombres que recibe el arcángel de la muerte entre los judíos y musulmanes.: 64–65  Tiene por misión recibir las almas de los muertos y conducirlas para ser juzgadas.
También es llamado Abu Yaria (أبو جارية) por algunos musulmanes y Mordad (مورداد) entre los persas.
Su nombre deriva del árabe Izrail (que significa "Aquel a quien Dios ayuda"), en el islam contrario a lo que piensan muchos no aparece este nombre en ninguna parte del Corán pero sí aparece en el hadiz pero la imagen más común es la aparición de la figura del ángel de la muerte o Malak al-Mawt (ملك الموت) sin mencionar su nombre.: 64–65 
Azrael fue conocido inicialmente como Azra, el descendiente de los grandes sacerdotes de Aarón y escriba en el periodo del segundo Templo de Jerusalén. Durante el paleocristianismo recibió el nombre de Esdras, el profeta que vaticinó la llegada de Cristo. Esta historia paleocristiana es la que dice que Azrael subió al paraíso sin haber probado la muerte. Aparece asimismo en los escritos del hereje cristiano Marción, donde es mencionado como el ángel de la Ley.
Generalmente se le describe como un arcángel bajo las órdenes de Dios, defensor de un concepto de la Muerte menos lúgubre que el habitual en sus personificaciones más conocidas. Dependiendo del punto de vista de las diferentes religiones en las que aparece Azrael, este reside en diferentes lugares, pero el más habitual es el tercer cielo. Otras versiones defenderían que renunció al cielo con un coro de ángeles a su cargo para rescatar las almas mandadas al infierno, estando por tanto localizada su residencia en el último círculo del mismo, donde podría también procurar que los demonios se mantuvieran en su lugar.

## Arcángel Azrael
En su rango de ángel, Azrael tendría como misión ser una especie de psicopompo; lejos de opiniones más truculentas, se encargaría de tranquilizar a las almas en estado de transición y en esta tarea se erigiría, propiamente, como Ángel de la Muerte. Aunque algunos teólogos lo colocan como una Potestad dentro de la jerarquía angelical mientras que en el judaísmo es considerado el líder del coro de las potestades, en el islam se le suele considerar un Ángel sin ninguna misericordia que trabaja a las órdenes de Dios.

## Azrael en la religión católica
El ángel de la muerte aparece en varias religiones bajo nombres distintos. 
En el cristianismo, en ninguna parte señalan que hay un ángel específico de la muerte, pero tradicionalmente el catolicismo ha identificado a San Miguel Arcángel como el encargado de pesar y llevar a las almas a la otra vida. Según la tradición, el arcángel Miguel se comunica con las almas en el momento de la muerte para ayudarlas a redimirse antes de morir.
En el judaísmo se listan al menos 15 ángeles de la muerte: Adriel, Azrael, Gabriel,  Ha-Mavet de Malach, Hemah, Kafziel, Kesef, Mashhit, Metatrón, Samael, Sariel, Yehudiam y Yetzerhara,
En el islam (según el Corán), Izraíl es uno de los cuatro arcángeles ―junto con Yibril (Gabriel), Mikaíl e Israfil―. Son los cuatro ángeles más altos en el trono de Dios junto con Los Ángeles Portadores del Trono. Estos últimos, junto con los anteriores, son las últimas criaturas en morir en el Fin del Mundo islámico a manos de Azrael mismo, a quien, antes de que se quite la vida bajo las órdenes de Dios, Éste le pregunta "¿quién queda en mi creación", ante lo cual Azrael contesta: "solo tu fiel sirviente, mi Señor". Y es entonces cuando Dios le ordena que se arrebate la vida para reanimar a toda su creación, castigando en el infierno y recompensando en el paraíso.

## El ángel exterminador (Llimona)
El ángel exterminador, también conocido como ángel guardián, es una escultura de Josep Llimona de estilo modernista, de 1895. Se alza en un cementerio que se construyó sobre los restos de una antigua iglesia del siglo XV en Comillas, municipio de Cantabria

## Personificaciones de la muerte
- Ah Puch
- Anubis
- Hades
- Ikú
- Keres
- Mors
- Orcus
- Tánatos
- Shinigami
- Mictlantecuhtli
- Santa Muerte